# Érika Olivera
Érika Alejandra Olivera de la Fuente (née le 4 janvier 1976 à Quinta Normal) est une athlète chilienne, spécialiste du marathon.

## Biographie
Elle remporte le marathon des Jeux panaméricains en 1999.
Elle est porte-drapeau du Chili lors des Jeux olympiques de 2016.

### Palmarès
| Date | Compétition                    | Lieu           | Résultat | Épreuve  | Performance     |
| ---- | ------------------------------ | -------------- | -------- | -------- | --------------- |
| 1996 | Championnats ibéro-américains  | Medellín       | 1re      | 5 000 m  | 16 min 26 s 13  |
| 1996 | Championnats ibéro-américains  | Medellín       | 3e       | 10 000 m | 34 min 41 s 75  |
| 1997 | Championnats d'Amérique du Sud | Mar del Plata  | 2e       | 5 000 m  | 15 min 52 s 27  |
| 1997 | Championnats d'Amérique du Sud | Mar del Plata  | 2e       | 10 000 m | 33 min 56 s 98  |
| 1999 | Championnats d'Amérique du Sud | Bogota         | 3e       | 5 000 m  | 17 min 15 s 17  |
| 1999 | Championnats d'Amérique du Sud | Bogota         | 2e       | 10 000 m | 34 min 45 s 70  |
| 1999 | Jeux panaméricains             | Winnipeg       | 1re      | Marathon | 2 h 37 min 41 s |
| 2000 | Championnats ibéro-américains  | Rio de Janeiro | 1re      | 10 000 m | 33 min 39 s 16  |
| 2003 | Championnats d'Amérique du Sud | Barquisimeto   | 2e       | 5 000 m  | 16 min 23 s 97  |
| 2003 | Championnats d'Amérique du Sud | Barquisimeto   | 2e       | 10 000 m | 34 min 43 s 02  |
| 2003 | Jeux panaméricains             | Saint-Domingue | 3e       | Marathon | 2 h 44 min 52 s |

### Records
| Épreuve  | Performance     | Lieu      | Date          |
| -------- | --------------- | --------- | ------------- |
| Marathon | 2 h 32 min 23 s | Rotterdam | 18 avril 1999 |